# (3237) Victorplatt
(3237) Victorplatt (1984 SA5) ist ein ungefähr 28 Kilometer großer Asteroid des äußeren Hauptgürtels, der am 25. September 1984 von der US-amerikanischen Astronomin Jane Platt am Palomar-Observatorium am Palomar Mountain etwa 80 Kilometer nordöstlich von San Diego (IAU-Code 675) entdeckt wurde. Er gehört zur Eos-Familie, einer Gruppe von Asteroiden, die nach (221) Eos benannt ist.

## Benennung
(3237) Victorplatt wurde nach Victor D. Platt, M.D., dem Vater der Entdeckerin Jane Platt, benannt.